# さよならだよ、ミスター
「さよならだよ、ミスター」は横山だいすけのソロデビューシングルである。2017年8月23日にソニー・クリエイティブプロダクツから発売された。作詞・作曲は水野良樹が担当した。

## 概要
本曲は「親から子へ贈る“旅立ちのエール”」をテーマにした、壮大かつ感動的なメッセージソングである。コーラスとして本田紗来が参加した。
題名に「ミスター」や「さよなら」を入れた理由について、水野は次のように語っている。
| 「                                                                                | この言葉は、単純に子供扱いして「守ってあげる」とかではなくて、まだ小さいけれどもちゃんと一人の人として認めたうえで、「自分の足で歩いていくんだよ」って優しく送り出してあげたいという想いを込めています | 」 |
| —水野良樹（親が子供に「さよなら」を贈る…いきものがかり水野良樹×横山だいすけより） | |    |

横山は自身のブログで、詩中の「きみはしあわせになるために生まれてきたんだから」というフレーズが特に好きだと綴っている。

## ミュージック・ビデオ
2017年8月11日にYouTubeでショートバージョンを公開した。
ラジオ収録を行う横山と水野のもとに、主婦から1通のファンレターが届くところから始まるドラマ仕立ての内容となっている。そのファンレターは「夫いわく、忘れられない子どもの頃の思い出があったそうです。なぜか他の人には会えない友達が居たと聞いたことあったそうです。」という内容である。
監督は東市篤憲が担当した。

## メディアでの使用
2017年公開の『映画くまのがっこう パティシエ・ジャッキーとおひさまのスイーツ&ふうせんいぬティニー なんだかふしぎなきょうりゅうのくに!』の主題歌。

## シングル収録トラック
| 全作曲: 水野良樹、全編曲: 蔦谷好位置。 |                                          |           |            |      |
| #                                      | タイトル                                 | 作詞      | 作曲・編曲 | 時間 |
| 1.                                     | 「さよならだよ、ミスター」               | 水野良樹  | 水野良樹   | 5:22 |
| 2.                                     | 「さよならだよ、ミスター」(カラオケver.) |           | 水野良樹   | 5:19 |
| 合計時間:                              | 合計時間:                                | 合計時間: | 10:41      |      |

| 全作曲: 水野良樹、全編曲: 蔦谷好位置。 |                                          |           |            |      |
| #                                      | タイトル                                 | 作詞      | 作曲・編曲 | 時間 |
| 1.                                     | 「さよならだよ、ミスター」               | 水野良樹  | 水野良樹   | 5:22 |
| 2.                                     | 「さよならだよ、ミスター」(カラオケver.) |           | 水野良樹   | 5:19 |
| 合計時間:                              | 合計時間:                                | 合計時間: | 10:41      |      |